# Michael Berthold
Michael Berthold (* 25. Oktober 1882 in Auersthal; † 19. März 1956 Linz) war ein österreichischer Gewerkschafter, Landessekretär der Christlichen Gewerkschaften in Eisenstadt und Politiker während des Austrofaschismus. Berthold hatte zwischen dem 1936 und 1938 das Amt des Landesrates in der Burgenländischen Landesregierung inne. 

## Leben
Berthold wurde als Sohn des Kleinhäuslers Michael Berthold aus Auersthal geboren. Er absolvierte die Volksschule und war von 1906 bis 1921 Bundesbahnbediensteter.
Berthold war verheiratet.

## Politik
Berthold engagierte sich zudem in der Gewerkschaft und übernahm am 15. Februar 1930 das Amt des Landessekretärs der Christlichen Gewerkschaften des Burgenlandes. Des Weiteren war Berthold Landesführer des Burgenländischen Freiheitsbundes, vom 1. Jänner 1934 bis zum 12. März 1938 Präsident der Verwaltungskommission der Arbeiterkammer und vom 2. März 1934 bis zum 12. März 1938 Vorsitzender des Landeskartells der Einheitsgewerkschaft Gewerkschaftsbund. Am 20. Mai 1936 rückte Berthold als Landesrat und Ersatz für Johann Wagner in die Landesregierung Sylvester II nach, der er bis zum Einmarsch der deutschen Truppen am 12. März 1938 angehörte.